# Castillo de Cedrillas

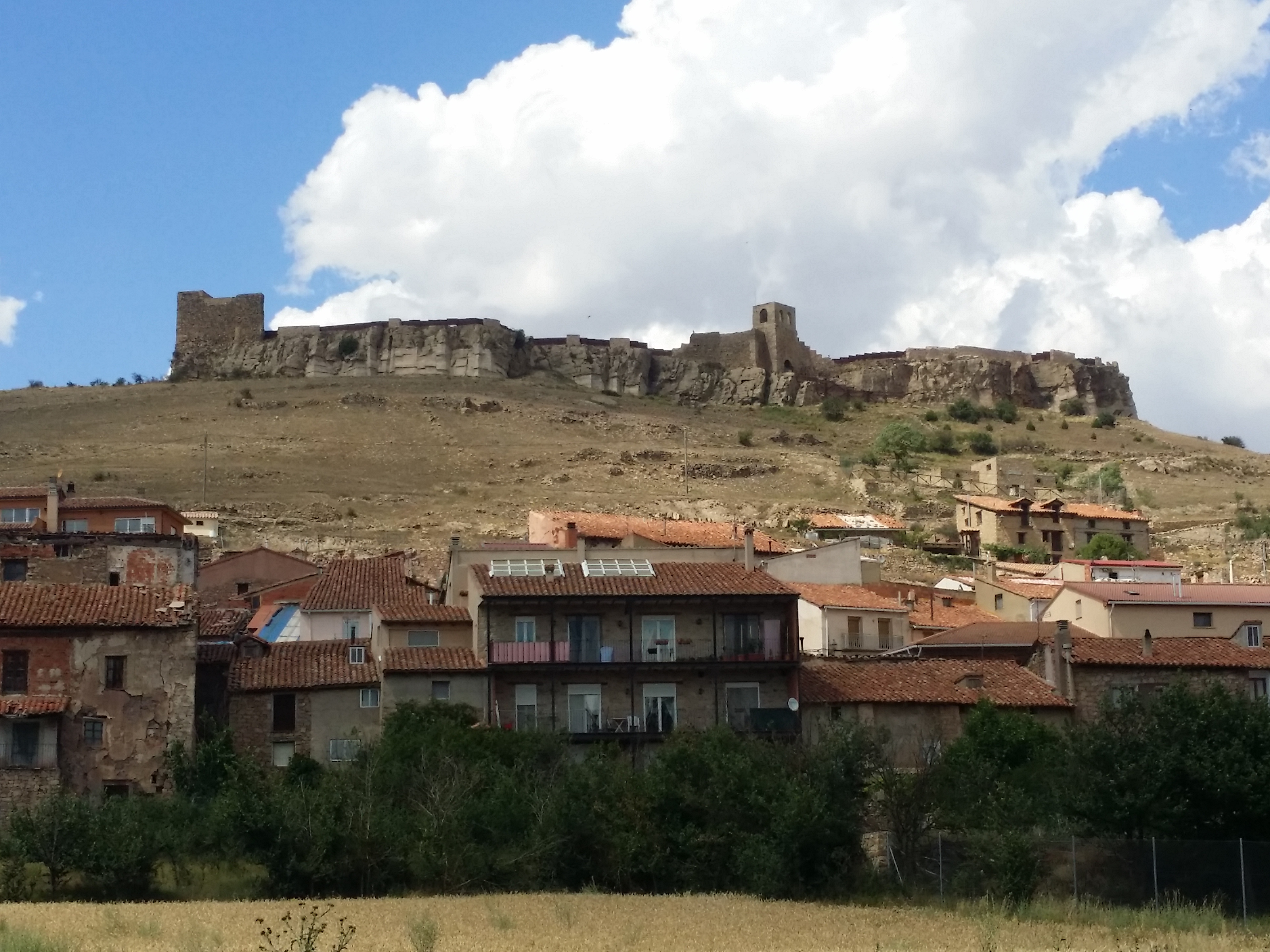
Castillo de Cedrillas a la vista del núcleo poblacional, de Cedrillas, Teruel

El castillo de Cedrillas se encuentra en la cima de una colina, a 1425 metros sobre el nivel del mar, donde a sus pies se encuentran el municipio de Cedrillas. El monumento data del siglo XIV, aunque ya antes se hubieran asentado las poblaciones ibero-romanas. El castillo tiene una urbanística medieval, que consta de un recinto amurallado, aprovechando las ventajas de defensa que tiene el cerro, donde adentro se emplaza la iglesia; posiblemente un posible pozo o aljibe. Los muros de mampostería de espesores de medio metro, se utilizaron como viviendas.

## Historia
Los primeros asentamientos en la zona ocurrieron en la época de la conquista ibero-romana, del siglo III a. C. al II d. C. Alfonso II conquistó de forma fugaz, donde se disputó la "batalla de las matanzas del Campo de Monteagudo" en 1191. En la Guerra de los Dos Pedros fue de utilidad para el refugio del ganado de la Comunidad de Teruel. En 1462 fue incendiado por las tropas castellanas de Juan de Silva. Nuevamente sirvió de cobijo, en 1874, para las tropas carlistas después del fracaso por el intento de conquista de Teruel.
En 2006 fue declarado Bien de Interés Cultural en España.